# Авані (готель)

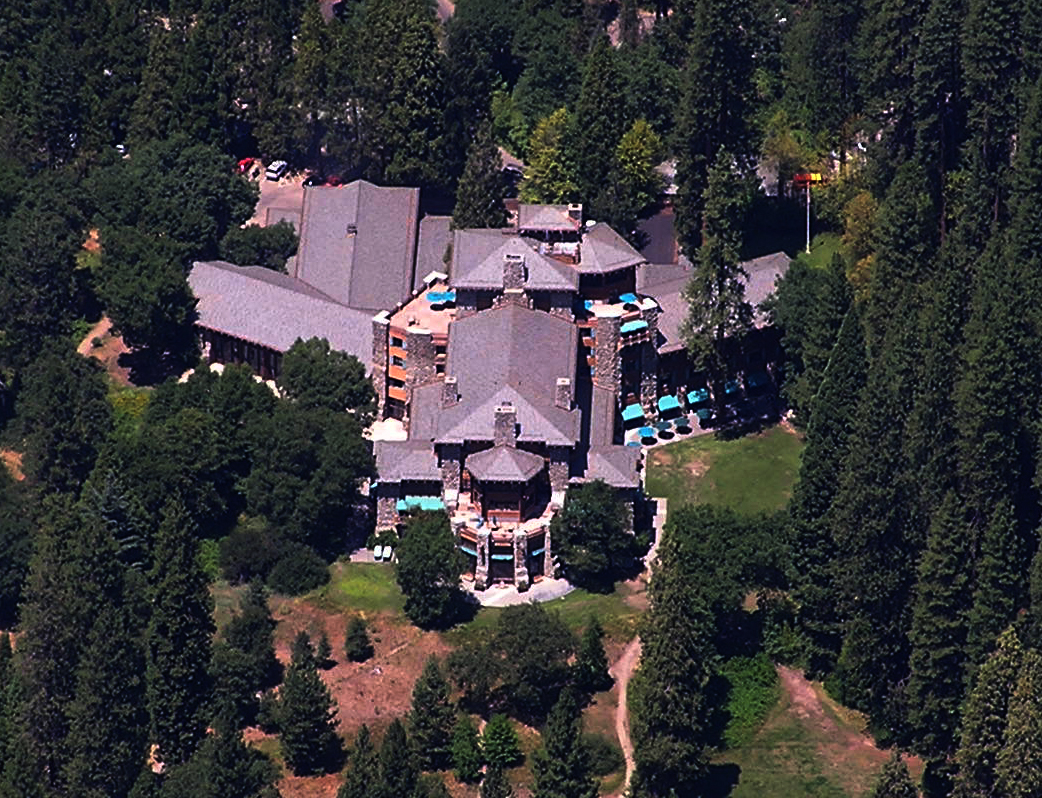
Готель Авані

Готель Авані (англ. Ahwahnee Hotel; назва походить від індіанського слова, яке означає «глибокий, трав'яний луг») — всесвітньо відомий готель, відкритий в 1927 році (будувався з серпня 1926 року по липень 1927) в Національному парку Йосеміті (Каліфорнія, США). Збудований з каменю, бетону і деревини, розташований на дні долини Йосеміті. Будівля готелю є видатним зразком «прері-стилю» (англ. prairie style) в американській архітектурі, архітектор — Гілберт Стенлі Андервуд (англ. Gilbert Stanley Underwood). У 1987 році її було визнано Національним історичним пам'ятником.
Зараз готель має 99 номерів «люкс», 24 котеджі. Площа його становить 150 000 квадратних футів (13 935 м²). Серед гостей готелю були Чарлі Чаплін, Дуайт Ейзенхауер, Волт Дісней, Джон Кеннеді, Рональд Рейган, Єлизавета II та інші.